# Brømsehus
Brømsehus var en dansk fæstning, som Valdemar Atterdag opførte cirka 1360 ved Brømsebækkens munding i Blekinge. Brømsehus var en vigtig grænsefæstning mellem det dengang danske Blekinge og Sverige. Borgen lå på en banke med udsigt til Kalmarsundet, og var befæstet med flere voldgrave. Der findes stadig rester af borgen.
56°19′19.63″N 16°02′50.81″Ø / 56.3221194°N 16.0474472°Ø